# 台湾轴脉蕨
台湾轴脉蕨（学名：Ctenitopsis kusukusensis）为叉蕨科轴脉蕨属下的一个种。

## 扩展阅读
- 維基物種上的相關：台湾轴脉蕨